# Comércio global de resíduos
O comércio global de resíduos, ou comércio global de lixo, é o comércio internacional de resíduos entre países para posterior tratamento, descarte ou reciclagem. Nesse tipo de relação comercial, resíduos tóxicos ou perigosos são frequentemente exportados de países desenvolvidos para países em desenvolvimento.
De acordo com o relatório What a Waste: A Global Review of Solid Waste Management, produzido pelo Banco Mundial, os países que mais produzem resíduos sólidos são os mais industrializados e desenvolvidos economicamente. Portanto, os países do Norte Global, que têm maiores taxas de urbanização e melhores índices de desenvolvimento econômico, produzem mais lixo do que os países do Sul Global.
Os atuais fluxos de comércio internacional de resíduos seguem um padrão: resíduos sendo produzidos no Norte Global e exportados e descartados no Sul Global. Vários fatores influenciam no volume de resíduos gerados, incluindo a localização geográfica, o grau de industrialização e o nível de integração na economia global dos países.
Diversos estudiosos e pesquisadores associaram o forte aumento do comércio de resíduos e seus impactos negativos à ascensão da política econômica neoliberal e sua expansão na década de 1980, com a adoção de políticas de "livre mercado". A liberalização do comércio propõe a desregulamentação, evitando tarifas, cotas ou outras restrições afetem as relações comerciais, com o objetivo de promover as economias dos países em desenvolvimento e integrá-los à economia global.
Os críticos dessa política econômica afirmam que, embora a liberalização do comércio tenha sido projetada para permitir a qualquer país a oportunidade de alcançar o sucesso econômico, as consequências dessas políticas foram devastadoras para os países do Sul Global, paralisando suas economias e criando uma relação de dependência com o Norte Global. Mesmo apoiadores dessa política como o Fundo Monetário Internacional afirmam que “o progresso da integração tem sido desigual nas últimas décadas.”
No âmbito das políticas de liberalização comercial, a importação de resíduos sólidos por países em desenvolvimento é incentivada como um meio para expansão econômica. As diretrizes neoliberais preconizam que o caminho para se integrar à economia global é participar da liberalização do comércio e das trocas nos mercados de comércio internacional. A alegação é a de que países menores, com menos infraestrutura, menos riqueza e menos capacidade de produção industrial, deveriam receber resíduos perigosos como forma de aumentar os lucros e estimular suas economias.

## Debate atual sobre o comércio global de resíduos

### Argumentos favoráveis
Os defensores do comércio global de resíduos argumentam que a importação de resíduos é uma transação econômica que pode beneficiar países com pouco a oferecer à economia global. Os países que não têm capacidade para fabricar produtos de alta qualidade podem importar resíduos para estimular sua economia.
Lawrence Summers, ex-presidente da Universidade de Harvard e economista-chefe do Banco Mundial, emitiu um memorando confidencial defendendo o comércio global de resíduos em 1991. O memorando dizia:
"Penso que a lógica econômica por trás de despejar uma carga de lixo tóxico num país de menor renda é impecável e deveríamos encarar isso... Sempre pensei que os países na África estão muito 'subpoluídos'; sua qualidade do ar é provavelmente muito ineficientemente baixa se comparada a Los Angeles. Aqui entre nós, o Banco Mundial não deveria estar encorajando mais transferência das indústrias sujas para os países menos desenvolvidos?"
Essa posição, que é motivada principalmente pelo lucro econômico e financeiro, exemplifica o principal argumento para o comércio global de resíduos. O Cato Institute publicou um artigo apoiando o comércio global de resíduos sugerindo que "há poucas evidências de que resíduos perigosos, que geralmente são cancerígenos crônicos, contribuem para as taxas de mortalidade nos países em desenvolvimento". Desenvolvendo esse ponto, o artigo argumenta que "as pessoas nos países em desenvolvimento aceitariam racionalmente o aumento da exposição a poluentes perigosos em troca de oportunidades para aumentar sua produtividade - e, portanto, sua renda".
Em geral, o argumento para o comércio global de resíduos se baseia em grande parte na percepção de que os países em desenvolvimento precisam promover seu desenvolvimento econômico. Os defensores sugerem que, ao se engajar no comércio global de resíduos, os países em desenvolvimento do Sul Global expandirão suas economias e aumentarão os lucros.

### Críticas
Os críticos do comércio global de resíduos argumentam que a falta de regulamentação e políticas fracassadas permitiram que os países em desenvolvimento se tornassem grandes depósitos de lixo tóxico. As quantidades cada vez maiores de resíduos perigosos enviados a países em desenvolvimento aumentam o risco desproporcional que a população dessas nações enfrenta. Eles destacam o fato de que a maioria dos resíduos perigosos do mundo é produzida por países ocidentais (Estados Unidos e Europa), mas as pessoas que sofrem efeitos negativos para a saúde decorrentes da exposição a esses resíduos são de países mais pobres que não os geraram.
Peter Newell, professor de Estudos do Desenvolvimento, argumenta que "a desigualdade ambiental reforça e, ao mesmo tempo, reflete outras formas de hierarquia e exploração através das categorias de classe, raça e gênero". Argumentando que os efeitos prejudiciais do comércio de resíduos perigosos afetam mais os desfavorecidos do que outros, os críticos do comércio global de resíduos sugerem que as implicações do despejo de resíduos perigosos têm consequências significativas para pessoas não-brancas, mulheres e pessoas de baixa renda em particular.

Criticando o comércio global de resíduos por reproduzir a desigualdade em escala global, muitos ativistas, organizadores e ambientalistas de regiões afetadas no Sul Global manifestaram repúdio às políticas globais de comércio de resíduos. Evo Morales, ex-presidente da Bolívia, apresenta argumentos contra esse sistema econômico:
"Se queremos salvar o planeta Terra, salvar a vida e a humanidade, temos o dever de acabar com o sistema capitalista. A menos que acabemos com o sistema capitalista, é impossível imaginar que haverá igualdade e justiça neste planeta Terra. É por isso que considero importante acabar com a exploração dos seres humanos e a pilhagem dos recursos naturais, acabar com as guerras destruidoras dos mercados e das matérias-primas, à pilhagem da energia, sobretudo dos combustíveis fósseis, ao consumo excessivo de bens e ao acúmulo de resíduos. O sistema capitalista só nos permite acumular lixo."
Jean François Kouadio, um morador de uma região próxima a um depósito de lixo tóxico na Costa do Marfim, explica sua experiência com os efeitos de substâncias tóxicas que perduram em sua comunidade. Kuoadio perdeu dois filhos devido aos efeitos dos resíduos tóxicos despejados por grandes corporações ocidentais. Ele descreve a perda de sua segunda filha, Ama Grace, e como os médicos "disseram que ela sofria de glicemia aguda causada pelo resíduo tóxico". Além das críticas do Sul Global, pesquisadores e acadêmicos do Ocidente começaram a criticar a distribuição desigual dos efeitos negativos que esses despejos de resíduos perigosos estão causando. Dorceta Taylor, professora da Universidade de Michigan, argumenta que as mulheres não-brancas nos Estados Unidos são desproporcionalmente afetadas por essas políticas:
"As mulheres não-brancas estão na vanguarda da luta para chamar a atenção para os problemas que estão devastando as comunidades minoritárias - questões como descarte de resíduos perigosos; exposição a toxinas; (...) Suas comunidades, alguns dos ambientes mais degradados (...), são repositórios dos resíduos da produção capitalista e do consumo excessivo. Por isso, elas têm estado na vanguarda da luta pela justiça ambiental; elas são fundadoras de grupos ambientais, ativistas de base, pesquisadoras, organizadoras de conferências, líderes de oficinas, lobistas e organizadoras de campanhas e comunidades."
T.V. Reed, professor de Estudos Ingleses e Americanos na Washington State University, argumenta que a correlação entre colonialismo histórico e colonialismo tóxico é baseada em percepções de terras indígenas como 'desperdício'. Ele argumenta que as culturas ocidentais consideraram a terra indígena como "subdesenvolvida" e "vazia", e que as pessoas que a habitam são, portanto, menos "civilizadas". Usando as premissas históricas do colonialismo, o colonialismo tóxico reproduz esses mesmos argumentos ao definir as terras do Sul Global como dispensáveis para os resíduos ocidentais.

#### Colonialismo tóxico
O colonialismo tóxico, definido como o processo pelo qual "Estados subdesenvolvidos são usados como alternativas baratas para a exportação ou eliminação de poluição de resíduos perigosos pelos Estados desenvolvidos", é a crítica central contra o comércio global de resíduos. O colonialismo tóxico representa a política neocolonial que continua a manter a desigualdade global por meio de sistemas comerciais injustos. O uso do termo colonialismo se justifica porque "as características do colonialismo, envolvendo dependência econômica, exploração do trabalho e desigualdade cultural, estão intimamente associadas ao novo domínio do colonialismo de resíduos tóxicos".

## Lixo eletrônico
O lixo eletrônico, também conhecido como e-lixo, refere-se a dispositivos elétricos ou eletrônicos descartados. Uma quantidade cada vez maior de lixo eletrônico em todo o mundo tem sido gerada como consequência de avanços tecnológicos em rápida evolução, mudanças de mídia (fitas, software, MP3), queda de preços e obsolescência programada. Estima-se que 50 milhões de toneladas de lixo eletrônico sejam produzidas a cada ano, a maioria proveniente dos Estados Unidos e da Europa e enviada a países em desenvolvimento na Ásia e na África para processamento.
Vários estudos investigaram os efeitos ambientais e de saúde desse lixo eletrônico sobre as pessoas que vivem e trabalham em torno de "lixões eletrônicos". Metais pesados, toxinas e produtos químicos vazam desses produtos descartados para os cursos d'água e águas subterrâneas no entorno, envenenando a população local. As pessoas que trabalham nesses lixões, as crianças à procura de itens para vender e as pessoas que vivem nas comunidades vizinhas estão expostas a essas toxinas mortais.
Uma cidade que sofre com os resultados negativos do comércio de resíduos perigosos é Guiyu, na China, que chegou a ser chamada de depósito de lixo eletrônico do mundo, com trabalhadores desmantelando mais de 1,6 milhão de toneladas de computadores, telefones celulares e outros dispositivos eletrônicos descartados por ano.  Em 2020, a China passou a proibir a importação de lixo eletrônico e de qualquer tipo de resíduo sólido do exterior que não tenha sido previamente processado.

## Cinzas de incineração
As cinzas de incineração são as cinzas geradas por incineradores que queimam os resíduos para eliminá-los. A incineração tem muitos efeitos poluentes, que incluem a liberação de vários gases perigosos, metais pesados e dióxido de enxofre.

### Incidente noMar de Khian
Um exemplo de cinzas de incineração oriundas do Norte Global sendo despejadas no Sul Global em uma troca comercial injusta é o incidente de despejo de resíduos no Mar de Khian. Carregando 14.000 toneladas de cinzas de um incinerador da Filadélfia, o navio de carga Khian Sea precisava descartar seus resíduos. No entanto, depois de o navio ser rejeitado pela República Dominicana, Panamá, Honduras, Bermudas, Guiné-Bissau e Antilhas Holandesas, acabou despejando uma parte das cinzas perto do Haiti. Depois de o nome do navio ter sido mudado duas vezes para tentar esconder a identidade original, Senegal, Marrocos, Iêmen, Sri Lanka e Cingapura ainda proibiram sua entrada.
Acredita-se que as cinzas tenham sido finalmente descartadas nos oceanos Atlântico e Índico. Depois desse desastre de manuseio de resíduos perigosos, o governo haitiano proibiu todas as importações de resíduos, levando a um movimento que busca alertar para as consequências desastrosas desse tipo de comércio global. Com base neste e em outros incidentes semelhantes, a Convenção de Basileia foi escrita para resistir ao que é conhecido pelos países em desenvolvimento como 'colonialismo tóxico'. Foi aberta para assinatura em março de 1989 e entrou em vigor em maio de 1992. Os EUA assinaram o tratado, mas ainda não o ratificaram.

## Resíduos químicos
Resíduos químicos são os resíduos excessivos e inutilizáveis de produtos químicos perigosos, produzidos principalmente por grandes fábricas. É extremamente difícil e caro descartá-los. A exposição a esse tipo de resíduo causa muitos problemas e riscos à saúde e, por isso, deve ser cuidadosamente tratado em instalações de processamento de resíduos tóxicos.

### Itália despeja produtos químicos perigosos na Nigéria
Um exemplo de resíduos químicos exportados do Norte para o Sul Global foi o caso de um empresário italiano que tentou burlar as regulamentações econômicas europeias. Alegadamente exportando 4 mil toneladas de resíduos tóxicos, contendo 150 toneladas de bifenilos policlorados, ou PCBs, o empresário italiano faturou US$ 4,3 milhões com o envio de resíduos para a Nigéria. A Fordham Environmental Law Review publicou um artigo explicando com mais detalhes os impactos impostos ao país:
"Rotulando o lixo como fertilizante, a empresa italiana enganou um madeireiro aposentado/analfabeto para concordar em armazenar o veneno em seu quintal no porto fluvial nigeriano de Koko por apenas 100 dólares por mês. Esses produtos químicos tóxicos foram expostos ao sol quente e a crianças brincando nas proximidades. Eles vazaram para o sistema de água de Koko, resultando na morte de 19 aldeões que comeram arroz contaminado de uma fazenda próxima."
Esse é apenas um exemplo de como o fluxo de comércio tradicional oriundo de países ocidentais desenvolvidos impactou severa, injusta e desproporcionalmente os países em desenvolvimento do Sul Global.

### Desmantelamento de navios na Ásia

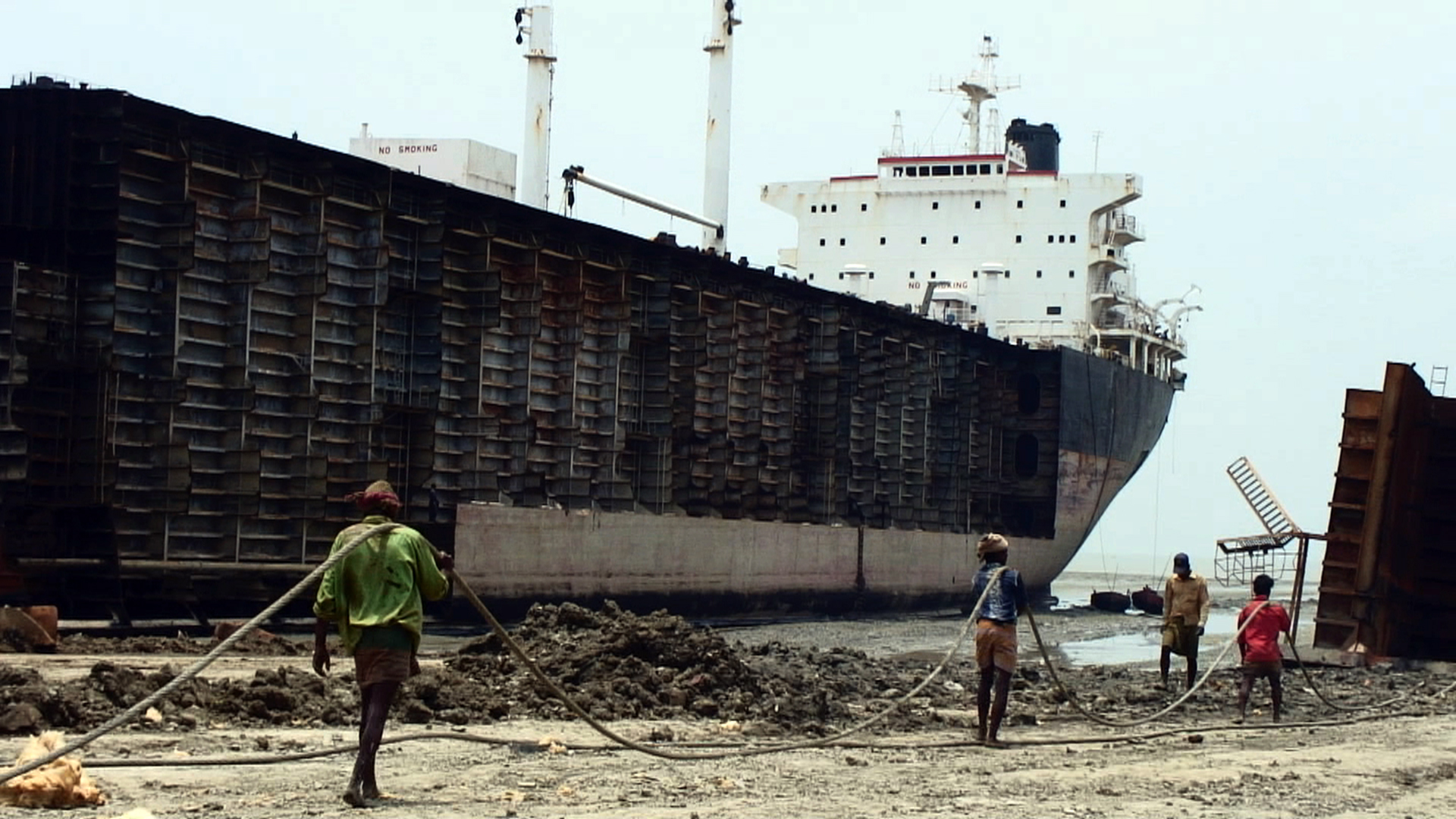
Desmantelamento de navios em Chittagong, Bangladesh

Outro perigo para os países em desenvolvimento é a crescente questão do desmantelamento de navios, ou demolição naval, que ocorre principalmente na Ásia. Os países industrializados que querem aposentar navios usados acham mais barato enviá-los para a Ásia para serem desmanchados. China e Bangladesh são vistos como os dois centros de desmantelamento na região.
Um problema central dessa prática é que os navios, agora velhos demais para operar, foram construídos numa época com menos regulação ambiental. Por isso, eles contêm substâncias prejudiciais à saúde, como amianto, óxido de chumbo, cromatos de zinco, mercúrio, arsênico e tributil estanho. Além disso, os trabalhadores de desmantelamento de navios na China e em outros países em desenvolvimento em geral carecem de equipamentos de proteção adequados para manusear essas substâncias tóxicas.

## Resíduos plásticos
O comércio de resíduos plásticos foi identificado como a principal causa do lixo marinho. Os países que importam os resíduos plásticos muitas vezes não têm capacidade para processar todo o material. Por causa disso, as Nações Unidas impuseram uma proibição ao comércio de resíduos de plástico, a menos que atenda a certos critérios.

## Impacto
O comércio global de resíduos teve efeitos negativos para muitas pessoas, principalmente em países em desenvolvimento de menor renda per capita. Esses países geralmente não têm processos ou instalações de reciclagem seguras, e as pessoas processam os resíduos tóxicos com as próprias mãos. Os resíduos perigosos muitas vezes não são descartados ou tratados adequadamente, levando ao envenenamento do meio ambiente e resultando em doenças e morte de pessoas e animais. Muitas pessoas sofreram doenças ou morreram devido à maneira insegura de manuseio desses resíduos perigosos.

### Efeitos sobre o meio ambiente
O comércio de resíduos perigosos tem efeitos desastrosos sobre o meio ambiente e os ecossistemas naturais. Vários estudos exploram como as concentrações de poluentes orgânicos persistentes envenenaram as áreas ao redor dos locais de despejo, matando inúmeras aves, peixes e outros animais selvagens. Existem concentrações químicas de metais pesados no ar, água, solo e sedimentos dentro e ao redor dessas áreas de despejo tóxico, e os níveis de concentração de metais pesados nessas áreas são extremamente altos.

### Implicações para a saúde humana
O comércio de resíduos perigosos traz sérios prejuízos à saúde dos seres humanos. As pessoas que vivem em países em desenvolvimento podem ser mais vulneráveis aos efeitos indesejados do comércio de resíduos perigosos e estão particularmente em risco de desenvolver problemas de saúde. Os métodos de descarte desses resíduos tóxicos nesses locais expõem a população em geral (incluindo as gerações futuras) aos produtos químicos altamente tóxicos. Esses resíduos são frequentemente descartados em aterros a céu aberto, queimados em incineradores ou em outros processos perigosos. Os trabalhadores usam pouco ou nenhum equipamento de proteção ao processar esses produtos e são expostos a toxinas por contato direto, inalação, contato com solo e poeira, bem como ingestão oral de alimentos e água potável contaminados. Os problemas de saúde resultantes incluem câncer, diabetes, alterações nos equilíbrios neuroquímicos, distúrbios hormonais por disruptores endócrinos, alterações na pele, neurotoxicidade, danos nos rins, danos no fígado, doenças ósseas, enfisema, ovotoxicidade, danos reprodutivos e muitas outras doenças fatais.

### Na política
Em 24 de abril de 2018, o presidente Rodrigo Duterte, das Filipinas, ameaçou declarar guerra ao Canadá se o país não conseguisse repatriar as 64 toneladas de lixo que havia rotulado erroneamente como reciclável e enviado ao país asiático por uma empresa privada, em 2016. Duterte é conhecido por comentários ofensivos e comportamento agressivo. Durante a Cúpula da ASEAN realizada em Manila, Filipinas, o primeiro-ministro Justin Trudeau compareceu e foi questionado sobre quais medidas tomaria para resolver esse problema. Trudeau prometeu que traria de volta o lixo canadense das Filipinas, mas dois anos depois isso não havia acontecido. Duterte deu ao governo canadense um prazo até 30 de maio daquele ano, ou a suprema corte do governo filipino levaria o caso ao tribunal internacional de justiça. O episódio ficou conhecido como a guerra de resíduos Filipinas-Canadá.
Um mês depois, a Malásia também intensificou a discussão sobre o comércio ilegal de lixo oriundo do Canadá, Reino Unido, Japão e EUA. A então ministra do Meio Ambiente da Malásia, Yeo Bee Yin, declarou que os malaios não aceitariam mais lixo de países desenvolvidos porque isso viola os direitos humanos.
A China também passou a restringir as importações de lixo de países desenvolvidos e o fluxo foi redirecionado a outras nações asiáticas como Tailândia, Indonésia, Vietnã e Mianmar.

## Respostas internacionais às questões do comércio global de resíduos
Houve várias respostas internacionais aos problemas associados ao comércio global de resíduos e várias tentativas de regulá-lo por mais de trinta anos. O comércio de resíduos perigosos provou ser um tema de difícil regulação, pois há muitos tipos de resíduos sendo comercializados e as leis são muitas vezes difíceis de aplicar. Além disso, muitas vezes há brechas nesses acordos internacionais que permitem que países e empresas despejem resíduos perigosos de maneiras perigosas. A tentativa mais expressiva de regular o comércio de resíduos perigosos foi a Convenção de Basileia.

### Tratados internacionais e leis comerciais relevantes

#### Convenção de Basileia
A Convenção de Basileia sobre o Controle de Movimentos Transfronteiriços de Resíduos Perigosos e Seu Descarte, usualmente conhecida como Convenção de Basileia, é um tratado internacional que desempenha um papel crucial na regulação do movimento transnacional de resíduos perigosos. A Convenção de Basileia foi criada em 1989 e busca regular o comércio de resíduos perigosos, especificamente para evitar que países mais desenvolvidos despejem esse tipo de resíduo em países menos desenvolvidos. Foi desenvolvida após uma série de casos de ampla repercussão em que grandes quantidades de resíduos tóxicos foram despejadas em países menos desenvolvidos, envenenando as pessoas e o meio ambiente. A Convenção procura reduzir a criação de resíduos perigosos e controlar e reduzir o seu comércio transfronteiriço.
A Convenção foi aberta para assinaturas em 22 de março de 1989 e entrou oficialmente em vigor em 5 de maio de 1992. Em maio de 2014, 180 estados e a União Europeia eram signatárias da Convenção. O Haiti e os Estados Unidos assinaram a Convenção, mas não a ratificaram.

#### ENFORCE
A Environmental Network for Optimizing Regulatory Compliance on Illegal Traffic (ENFORCE) é uma agência composta por especialistas relevantes para promover o cumprimento da Convenção de Basileia. Trata-se de um organismo internacional criado para lidar com questões transfronteiriças do comércio internacional de resíduos perigosos. Como a questão atravessa muitas fronteiras e afeta muitas nações, tornou-se importante ter uma organização multinacional e multilateral conduzindo os trabalhos. Os membros do ENFORCE incluem um representante de cada uma das cinco regiões das Nações Unidas que são partes da Convenção, bem como cinco representantes dos centros regionais e coordenadores da Convenção de Basileia, com base em uma representação geográfica equitativa. Membros de organizações como o Programa das Nações Unidas para o Meio Ambiente (PNUMA), Organização Internacional de Polícia Criminal (INTERPOL), ONGs que trabalham para prevenir e impedir o tráfico ilegal, como a Basel Action Network (BAN), e muitas outras organizações também são elegíveis para se tornarem membros.

#### Protocolo sobre Responsabilidade e Compensação
Em 1999, a Convenção de Basileia aprovou o Protocolo sobre Responsabilidade e Compensação que buscava melhorar as medidas regulatórias e proteger melhor as pessoas da exposição a resíduos perigosos. O Protocolo sobre Responsabilidade e Compensação tenta “atribuir procedimentos de responsabilidade apropriados quando os movimentos transfronteiriços de resíduos perigosos resultarem em danos à saúde humana e ao meio ambiente”. O Protocolo “impõe a responsabilidade objetiva por danos em situações que envolvam as Partes da Convenção de Basileia, mas apenas enquanto elas mantiverem o controle dos resíduos perigosos por meio de suas respectivas entidades notificadoras, transportadoras ou destinatárias”. Procura regular e garantir o cumprimento das leis da Convenção de Basileia por parte de países e empresas. No entanto, como este Protocolo ainda não tem a assinatura da maioria dos países, sua aplicabilidade é limitada.

#### Convenção de Lomé IV e Acordo de Cotonu
Em um esforço para se proteger contra o despejo injusto de resíduos perigosos, os Estados da África, Caribe e Pacífico (ACP) assinaram a Convenção de Lomé IV, que é um complemento à Convenção de Basileia e proíbe a “exportação de resíduos perigosos da Comunidade Europeia para Estados ACP”. Esta Convenção é uma tentativa dos países em desenvolvimento de se protegerem dos países ocidentais que exportam seus resíduos para nações mais pobres por meio do comércio de resíduos perigosos. Quando a Convenção de Lomé IV expirou em 2000, os países ACP e os países europeus firmaram um novo acordo conhecido como Acordo de Cotonu, que “reconhece a existência de riscos desproporcionais nos países em desenvolvimento e deseja proteger contra remessas inadequadas de resíduos perigosos para esses países.”

#### A Convenção de Bamako
Em 1991, várias nações em desenvolvimento na África se reuniram para discutir sua insatisfação com a Convenção de Basileia na regulamentação do despejo de resíduos perigosos em seus países e propuseram uma proibição da importação de resíduos perigosos em seus países chamada Convenção de Bamako. A diferença da Convenção de Bamako em relação à Convenção de Basileia é que a primeira “essencialmente proíbe a importação de todos os resíduos perigosos gerados fora da OUA Organização da Unidade Africana para eliminação ou reciclagem e considera que qualquer importação de um não-Parte é um ato ilegal." No entanto, esses países não conseguiram implementar efetivamente as determinações da Convenção e não puderam impedir o despejo de resíduos tóxicos devido aos recursos limitados e à falta de um monitoramento efetivo.

### Críticas a essas respostas
Laura Pratt, especialista em comércio de resíduos perigosos, afirma que, apesar das tentativas locais e internacionais de regular o comércio de resíduos perigosos, os “acordos internacionais atuais, tanto os acordos generalizados e juridicamente vinculantes quanto as agendas ad hoc entre grupos menores de países, não foram foram tão bem sucedidos na eliminação do colonialismo de resíduos tóxicos quanto os proponentes esperavam.” Ela explica que existem várias brechas no sistema atual que permitem que os resíduos tóxicos continuem sendo despejados e que o colonialismo tóxico não seja controlado. Alguns dos problemas com esses acordos internacionais incluem remessas ilegais contínuas e definições pouco claras de termos.

#### Remessas fraudulentas e ocultações
Pratt explica que, apesar das tentativas de regular o despejo ilegal, “muitas vezes os resíduos perigosos são simplesmente movidos sob licenças falsas, subornos, rótulos impróprios ou mesmo o pretexto de 'reciclagem', que é uma tendência crescente”. As empresas geralmente exportam seus resíduos perigosos para países mais pobres por meio do contrabando ilegal. As tentativas de regular esse mercado foram prejudicadas pela falta de capacidade de monitorar o comércio, pois muitos países não possuem órgãos e autoridades reguladoras competentes para prevenir ou punir o tráfico ilegal de resíduos perigosos. Além disso, Pratt explica que, sem métodos internacionais coordenados para fazer cumprir as regulamentações, é extremamente difícil para os países “controlar o comércio ilegal de resíduos perigosos, devido à disparidade entre os recursos de fiscalização e a uniformidade da regulamentação”. As nações em desenvolvimento ainda são as que mais sofrem com essa atividade ilegal e muitas vezes não têm recursos ou capacidade para se proteger.

#### Problemas com definições legais
Outra questão problemática da Convenção de Basileia e de outros acordos internacionais para regular o comércio de resíduos é a dificuldade de estabelecer definições claras e uniformes sobre resíduos. Essas definições excessivamente amplas e ambíguas causam problemas com os acordos internacionais, pois diferentes partes interpretam a linguagem dos acordos de maneira distinta. Por exemplo, a “'falta de distinção entre 'resíduos' e 'produtos' na Convenção e seus critérios vagos para 'perigosos' permitiram a continuação da exportação de 'resíduos perigosos' sob o rótulo de commodities ou matérias-primas, apesar do fato de que esses resíduos ainda apresentam riscos ambientais e de saúde para os países em desenvolvimento.”